# Shin Eun-kyung
Shin Eun-kyung (* 15. Februar 1973 in Seoul, Südkorea) ist eine südkoreanische Schauspielerin.
1986 gab sie ihr Fernsehdebüt in einem Beitrag für das öffentlich-rechtliche KBS. In den Folgejahren arbeitete sie als Schauspielerin in zahlreichen nationalen Fernsehproduktionen. 1989 gab sie schließlich mit dem sozialkritischen Drama Kuro arirang ihr Spielfilmdebüt. Der Durchbruch gelang ihr 1997 in der Rolle einer mutigen Prostituierten in Im Kwon-taeks Film Chang (kor. 노는 계집 창).
Im Jahr 1999 agierte sie auch vermehrt in internationalen Filmen, so wie in der japanisch-südkoreanischen Co-Produktion The Ring Virus, einem Remake des japanischen Erfolgsfilms Ring – Das Original, sowie in einer Nebenrolle im japanischen Horrorfilm Uzumaki. Zwei Jahre später spielte sie ihre erfolgreichste Rolle als weiblicher Gangsterboss in My Wife Is a Gangster und dessen Nachzügler My Wife Is a Gangster 2, zwei Beiträgen einer kommerziell sehr erfolgreichen Filmreihe in Südkorea.
Privat war die Schauspielerin von 2003 bis 2007 verheiratet. Aus der Ehe ging ein Sohn hervor.

## Filmografie (Auswahl)
- 1989: Kuro arirang
- 1991: Sarangeun jigeumbuteo shijakiya
- 1994: Bineun salangeul tago
- 1994: Jeolmeun namja
- 1997: Chang
- 1998: Geonchugmuhan yugmyeongagcheui bimil
- 1999: The Ring Virus
- 2000: Uzumaki
- 2000: Jonghab byeongwon the movie: Cheonil dongan
- 2001: My Wife Is a Gangster (Jopog manura)
- 2001: Out of Justice – Gegen jedes Gesetz (Igeoshi beobida)
- 2002: Joheun saram isseumyeon sogae shikeojwo
- 2003: Blue
- 2003: My Wife Is a Gangster 2 (Jopog manura 2: Dolaon jeonseol)
- 2005: Mister jubu quiz wang
- 2005: Naui gyeolhon wonjeonggi
- 2005: Bystanders (6월의 일기 Yu-Wol-ui Ilgi)
- 2010: Love, In Between (두여자 Du Yeoja)
- 2013: Born to Sing
- 2014: The Plan
- seit 2020: The Penthouse: War in Life (Penteuhauseu)